# Articulation cunéo-cuboïdienne
L'articulation cunéo-cuboïdienne est l'articulation intertarsienne qui unit l'os cunéiforme latéral à l'os cuboïde. 

## Surfaces articulaires
L'articulation cunéo-cuboïdienne est constituée de la surface articulaire située sur la partie postérieure de la face latérale du cunéiforme latéral et de la surface plane et ovalaire située à la partie moyenne de la face médiale de l'os cuboïde. 

## Moyens d'union
La capsule articulaire est consolidée par les ligaments cunéo-cuboïdiens plantaire, dorsal et interosseux.
La synoviale est en prolongement de celle de l'articulation cunéo-naviculaire.

## Anatomie fonctionnelle
De simples mouvements de glissement limité sont autorisés entre les os naviculaire et cuboïde.